# Lazarus-Effekt (Physik)
Der Lazarus-Effekt (Lazarus-Phänomen) ist die Reanimation („Wiederbelebung“) von Silizium-Detektoren bei tiefen Temperaturen.
1997 entdeckten Vittorio Palmieri, Kurt Borer, Stefan Janos, Cincia Da Viá und Luca Casagrande von der Universität Bern, dass eine Abkühlung von nicht mehr funktionsfähigen Teilchendetektoren aus Silizium auf Temperaturen unter 130 K diese wieder in einen funktionsfähigen Zustand bringen kann. Anders gesagt, die „toten“ Detektoren kann man durch ein solches Verfahren „reanimieren“. In Analogie zu der biblischen Geschichte wurde dieses Phänomen „Lazarus-Effekt“ (Wiederbelebung) genannt.

## Beschreibung
In Halbleiterstrahlungsdetektoren werden die durch Ionisation entstandenen Ladungsträger (Elektronen und Defektelektronen) durch ein externes elektrisches Feld beschleunigt und der damit verbundene elektrische Strom als Signal der den Detektor durchquerenden Strahlung registriert. Bei der Verwendung von Silizium-Detektoren in Umgebungen mit erhöhter Strahlungsbelastung entstehen im Kristallgitter des Halbleiters neben freien Ladungsträgern auch Gitterfehler. Letztere werden durch hochenergetische Teilchen verursacht, die beim Durchgang durch Halbleitermaterial mit den Gitteratomen wechselwirken und diese dabei aus ihrem Gleichgewichtszustand im Kristallgitter verschieben. Diese Störungen werden als Vakanzen und Interstitiale bezeichnet und bilden im Detektormaterial temporäre Haftstellen (englisch trap) für freie Ladungsträger. Die Haftstellen führen zur Abschwächung des Signals, bei zu großer Anzahl kann der Detektor nicht mehr verwendet werden.
Die Erklärung für den Lazarus-Effekt liegt im Verständnis der Dynamik der Strahlungsschäden im Kristallgitter. Bei Zimmertemperatur können solche Gitterstörungen die entstandenen Ladungsträger kurzzeitig einfangen. Durch Wechselwirkungen (z. B. Gitterschwingungen) können die Haftstellen wieder ionisiert werden und die gefangenen Ladungsträger gelangen nach einer bestimmten Zeit wieder in das Leitungs- bzw. das Valenzband. Diese Zeit ist meistens länger als die charakteristische Auslesezeit der ablesenden Elektronik, die die elektrische Ladung nach dem Durchgang des hochenergetischen Teilchen misst. Dies führt zu einer Abschwächung des gemessenen Signals und somit zu einem geringeren Signal-Rausch-Verhältnis (bis der Detektor zu unempfindlich wird und somit unbrauchbar ist). Bei Temperaturen tiefer als 130 K sind die thermischen Schwingungen des Gitters im Vergleich zur Zimmertemperatur deutlich schwächer. Dadurch verlängert sich die Zeit (Tage bis Jahre, in Abhängigkeit von der Temperatur und der Störung), in der die gefangenen Ladungsträger zurück in das Leitungs- oder in das Valenzband emittiert werden. Da besetzte Fangstellen keine weiteren Ladungsträger einfangen können, führt eine solche Fangstelle nicht mehr zu einer Abschwächung des Signals. Durch diesen Effekt werden Detektoren mit einer hohen Anzahl von Gitterstörungen wieder nutzbar.